# 기예르모 아이덴 리그트
기예르모 아이덴 리그트(스페인어: Guillermo Hayden Wright, 1872년 2월 12일 ~ 1949년)는 1900년 하계 올림픽에 참가한 미국의 폴로 선수이다.
그는 멕시코 팀의 일원으로 출전했으며 동메달을 따냈다.